# Abresch-Cramer Model A
Der Abresch-Cramer Model C war ein US-amerikanischer LKW, der 1909 von der Charles Abresch Company und 1910–1912 von der Abresch-Cramer Auto Truck Company als kleinste von drei Baureihen hergestellt wurde. Die Marke wird gelegentlich als Abresch und Abresch-Kremers referenziert.

## Abresch-Cramer Auto Truck Company

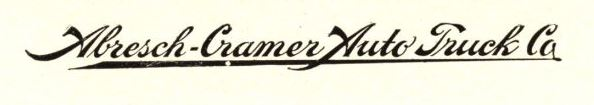
Abresch-Cramer Logo (1911).

Die Abresch-Cramer Auto Truck Company war eine als Corporation eingetragene Tochtergesellschaft der 1871 gegründeten Charles Abresch Company in Milwaukee (Wisconsin), welche auch die ersten Exemplare des Abresch-Cramer LKW hergestellt hatte. Abresch war ein national bekannter Hersteller von Fuhrwerken für Brauereien und Flaschenabfüller; Charles Abresch (1850–1912) war 1868 aus Dierdorf (heute im Landkreis Neuwied, Rheinland-Pfalz) eingewandert.
Konstrukteur der während ihrer Produktionszeit unverändert gebauten Nutzfahrzeuge und später Geschäftsleiter der Abresch-Cramer Auto Truck Company war der Ingenieur Robert Cramer aus Milwaukee, der in Europa studiert hatte und zuvor bei Allis-Chalmers tätig gewesen war.

## Modellgeschichte

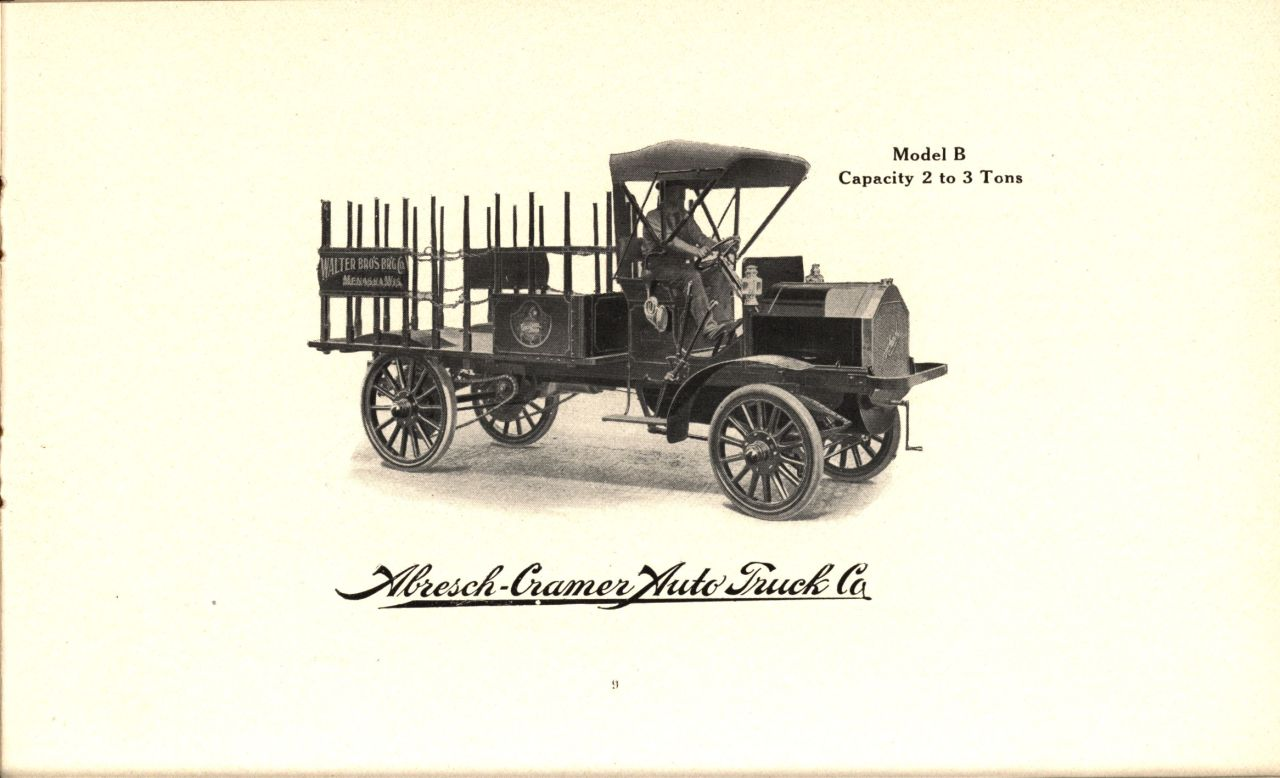
Abresch-Cramer Model B der Walter Bros Bag Co. (Prospektbild, 1911).

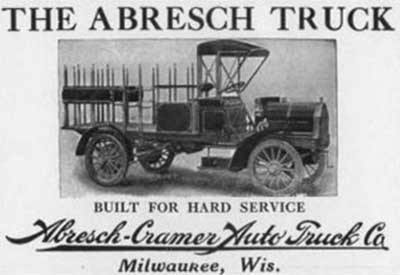
Anzeige der Abresch-Cramer Motor Truck Co. (1910).

Die Abresch-Cramer Auto Truck Company war eine als Corporation eingetragene Tochtergesellschaft der Charles Abresch Company in Milwaukee (Wisconsin), die 1871 zur Herstellung von Fuhrwerken gegründet worden war und sich auf Fahrzeuge für Brauereien und Flaschenabfüller spezialisiert hatte. Charles Abresch (1850–1912) stammte aus Dierdorf (heute im Landkreis Neuwied, Rheinland-Pfalz). Mit 18 Jahren wanderte er aus in die USA.
Die LKW-Produktion wurde von Robert Kremers angeregt, einem Ingenieur aus Milwaukee, der diese Fahrzeuge auch konstruiert hatte. Seinen Namen hatte er auf Cramer geändert.

## Technik

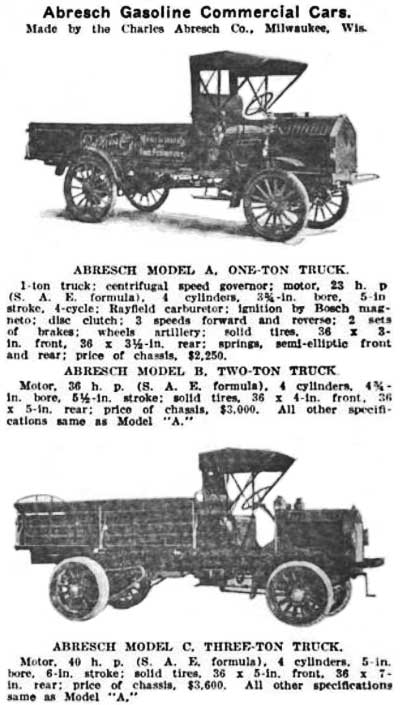
1911 Abresch-Cramer truck ad

Model A war der kleinste LKW von Abresch-Cramer. Die drei angebotenen Baureihen waren sich technisch sehr ähnlich. Die Unterschiede lagen in Radstand (und damit Länge), Hubraum und der daraus resultierenden Nutzlast.

### Motor

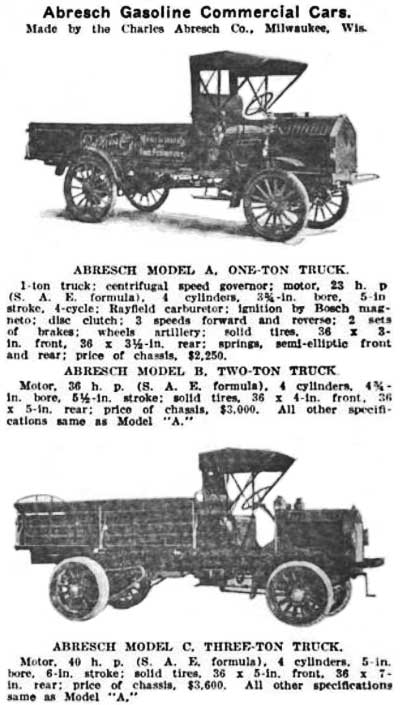
Abresch-Anzeige mit technischen Daten (ca. 1910).

Abresch-Cramer verwendete Vierzylinder-Viertaktmotoren, deren Zylinder zeittypisch paarweise gegossen waren; üblicherweise waren die beiden Blöcke mit dem Kurbelwellengehäuse verschraubt. Er arbeitete mit T-Kopf-Ventilsteuerung. Mangels geeigneter Dichtungen wurden Verbrennungsmotoren damals üblicherweise ohne abnehmbaren Zylinderkopf konstruiert. Die Kurbelwelle war geschmiedet und hitzebehandelt, die Ventile aus Nickelstahl waren austauschbar und auf Parson-Lagern mit Bronze-Buchsen aufgebaut. Pro Kolben wurden vier Kolbenringe verwendet. Die Schmierung erfolgte im Druckumlaufverfahren mit einer Ölpumpe. Die Wasserkühlung wurde mit einer von einer Nockenwelle angetriebenen Wasserpumpe gefördert; T-Kopf-Motoren haben bauartbedingt je eine Nockenwelle für die Ein- und Auslassventile. Ein Drehzahlbegrenzer mit Fliehkraftschalter gehörte zur Ausstattung. Abresch-Cramer wurden mit Rayfield-Vergasern und American Bosch-Magnetzündungen ausgeliefert; zumindest für das Model B ist Doppelzündung und zur Unterstützung der Zündung eine Zündspule und eine Hilfsbatterie mit Trockenzellen nachgewiesen. Zum Motor des Model A fehlen diesbezügliche Informationen.
Der Motor des Model A hatte eine Bohrung von 3¾ Zoll (95,25 mm) und einen Hub von 5 Zoll (127 mm), ergebend einen Hubraum von 220,9 c.i. resp. 3620 cm³. Zu berücksichtigen ist hierbei, dass damals in der Regel gerundete Maße für Bohrung und Hub angegeben wurden, sodass diese Werte nur angenähert sind. Nach dem auf die Bohrung abgestellten A.L.A.M.-Rating (A.L.A.M.: Association of Licensed Automobile Manufacturers) hatte dieser Motor eine errechnete Leistung von 22,5 HP; Abresch-Cramer nannte 23 PS nach „SAE-Formel“. Offensichtlich lieferte diese sehr ähnliche Daten wie das üblicherweise verwendete A.L.A.M.-Rating. Die A.L.A.M. hatte ihre Angaben bereits um 1903 festgelegt und ihre Mitglieder darauf verpflichtet; die Nachfolgeorganisation N.A.C.C. (National Automobile Chamber of Commerce) bestätigte und erweiterte sie um 1912. In Gebrauch blieb diese Methode bis Anfang der 1920er Jahre. Es ist denkbar, dass auch die SAE (damals: Society of Automobile Engineers) um 1910 nach der A.L.A.M.-Methode rechnete.
Aus den vorliegenden Quellen geht der Motorenlieferant nicht hervor; ausgeschlossen sind die Marktführer Continental und Buda, die beide keine T-Kopf-Motoren herstellten. Abresch-Cramer verwendete Zündanlagen von American Bosch und Vergaser von Rayfield oder Stromberg.

### Antrieb
Die Kraftübertragung erfolgte über ein Dreiganggetriebe mit Rückwärtsgang und eine Mehrscheibenkupplung im Ölbad zeittypisch mittels einer Antriebswelle und einem Vorgelege vor der Hinterachse. Getriebe, Differential und Vorgelege waren verblockt. Von der Vorgelegewelle führten beidseitig Ketten zu den Hinterrädern.

### Fahrgestell
Ein Leiterrahmen wird nicht erwähnt, kann aber vorausgesetzt werden. Der Radstand ist nur für Model C bekannt. Er betrug wahlweise 145 Zoll (3683 mm) oder 175 Zoll (4445 mm). Es ist anzunehmen, dass Model A einen kürzeren und Model B einen höchstens gleich langen Radstand hatte.
Das Fahrzeug hatte Starrachsen vorn und hinten, Halbelliptik-Blattfedern rundum, zwei Bremssysteme (wahrscheinlich analog Model B eine mit Pedal betätigte Bremstrommel an der Vorgelegewelle und mit Handbremshebel auf die Hinterräder einwirkende Trommelbremsen) sowie Artillerieräder mit Vollgummireifen der Dimension 36 × 3 Zoll vorn und 36 × 3½ Zoll hinten.

### Aufbauten
Die meisten Aufbauten der Abresh-Cramer-LKW entstanden im nahe gelegenen Mutterhaus, das dafür seit der Jahrhundertwende eingerichtet war und neben seinen Fuhrwerken – bevorzugt für Brauereien – Personenwagen vor allem LKW einkleidete.